# Station Conches
Station Conches is een spoorwegstation in de Franse gemeente Conches-en-Ouche.